# Cselgáncs a 2005. évi nyári európai ifjúsági olimpiai fesztiválon
A 2005. évi nyári európai ifjúsági olimpiai fesztiválon a cselgáncs versenyszámait július 4. és 7. között rendezték Lignano Sabbiadoróban. A férfiak 8 számban versenyeztek, míg a nők 7-ben.

## Magyar résztvevők
A magyar cselgáncs csapatot 8 versenyző alkotta (4 férfi, 4 nő), egy edző, Csernoviczki Csaba irányítása alatt.
A magyar csapat tagjai:
- Dávid Zsuzsanna Zsófia -70 kg
- Gáspár Eszter -63 kg
- Hegedűs Dóra -57 kg
- Karakas Hedvig -52 kg
- Hoppál Dániel +90 kg
- Juhász Ádám Pál -90 kg
- Nagy László -50 kg
- Zámbori Bence -55 kg

A delegáció tagja volt még Eleki Zoltán bíró is.

## Összesített éremtáblázat
| A 2005. évi nyári európai ifjúsági olimpiai fesztivál összesített éremtáblázata cselgáncsban | A 2005. évi nyári európai ifjúsági olimpiai fesztivál összesített éremtáblázata cselgáncsban | A 2005. évi nyári európai ifjúsági olimpiai fesztivál összesített éremtáblázata cselgáncsban | A 2005. évi nyári európai ifjúsági olimpiai fesztivál összesített éremtáblázata cselgáncsban | A 2005. évi nyári európai ifjúsági olimpiai fesztivál összesített éremtáblázata cselgáncsban | Olimpia  |
| -------------------------------------------------------------------------------------------- | -------------------------------------------------------------------------------------------- | -------------------------------------------------------------------------------------------- | -------------------------------------------------------------------------------------------- | -------------------------------------------------------------------------------------------- | -------- |
|                                                                                              | Ország                                                                                       | Arany                                                                                        | Ezüst                                                                                        | Bronz                                                                                        | Összesen |
| 1.                                                                                           | Szlovénia                                                                                    | 3                                                                                            | 0                                                                                            | 0                                                                                            | 3        |
| 2.                                                                                           | Oroszország                                                                                  | 2                                                                                            | 3                                                                                            | 1                                                                                            | 6        |
| 3.                                                                                           | Azerbajdzsán                                                                                 | 2                                                                                            | 0                                                                                            | 2                                                                                            | 4        |
| 4.                                                                                           | Grúzia                                                                                       | 2                                                                                            | 0                                                                                            | 1                                                                                            | 3        |
|                                                                                              | Izrael                                                                                       | 2                                                                                            | 0                                                                                            | 1                                                                                            | 3        |
| 6.                                                                                           | Magyarország                                                                                 | 1                                                                                            | 2                                                                                            | 1                                                                                            | 4        |
| 7.                                                                                           | Hollandia                                                                                    | 1                                                                                            | 1                                                                                            | 1                                                                                            | 3        |
| 8.                                                                                           | Bulgária                                                                                     | 1                                                                                            | 0                                                                                            | 0                                                                                            | 1        |
|                                                                                              | Észtország                                                                                   | 1                                                                                            | 0                                                                                            | 0                                                                                            | 1        |
| 10.                                                                                          | Lengyelország                                                                                | 0                                                                                            | 2                                                                                            | 1                                                                                            | 3        |
| 11.                                                                                          | Ukrajna                                                                                      | 0                                                                                            | 2                                                                                            | 0                                                                                            | 2        |
| 12.                                                                                          | Olaszország                                                                                  | 0                                                                                            | 1                                                                                            | 5                                                                                            | 6        |
| 13.                                                                                          | Fehéroroszország                                                                             | 0                                                                                            | 1                                                                                            | 2                                                                                            | 3        |
|                                                                                              | Németország                                                                                  | 0                                                                                            | 1                                                                                            | 2                                                                                            | 3        |
| 15.                                                                                          | Belgium                                                                                      | 0                                                                                            | 1                                                                                            | 1                                                                                            | 2        |
|                                                                                              | Románia                                                                                      | 0                                                                                            | 1                                                                                            | 1                                                                                            | 2        |
| 17.                                                                                          | Franciaország                                                                                | 0                                                                                            | 0                                                                                            | 2                                                                                            | 2        |
|                                                                                              | Egyesült Királyság                                                                           | 0                                                                                            | 0                                                                                            | 2                                                                                            | 2        |
| 19.                                                                                          | Ausztria                                                                                     | 0                                                                                            | 0                                                                                            | 1                                                                                            | 1        |
|                                                                                              | Csehország                                                                                   | 0                                                                                            | 0                                                                                            | 1                                                                                            | 1        |
|                                                                                              | Lettország                                                                                   | 0                                                                                            | 0                                                                                            | 1                                                                                            | 1        |
|                                                                                              | Litvánia                                                                                     | 0                                                                                            | 0                                                                                            | 1                                                                                            | 1        |
|                                                                                              | Moldova                                                                                      | 0                                                                                            | 0                                                                                            | 1                                                                                            | 1        |
|                                                                                              | Spanyolország                                                                                | 0                                                                                            | 0                                                                                            | 1                                                                                            | 1        |
|                                                                                              | Szlovákia                                                                                    | 0                                                                                            | 0                                                                                            | 1                                                                                            | 1        |
|                                                                                              |                                                                                              |                                                                                              |                                                                                              |                                                                                              |          |
| Összesen                                                                                     | Összesen                                                                                     | 15                                                                                           | 15                                                                                           | 30                                                                                           | 60       |

## Férfi
| A 2005. évi nyári európai ifjúsági olimpiai fesztivál férfi érmesei cselgáncsban |                                |                                  |                                      |
| Versenyszám                                                                      | Arany                          | Ezüst                            | Bronz                                |
| 50 kg                                                                            | Grúzia Paata Merebashvili      | Ukrajna Vitaliy Popovych         | Azerbajdzsán Sami Dadashzade         |
| 50 kg                                                                            | Grúzia Paata Merebashvili      | Ukrajna Vitaliy Popovych         | Spanyolország Danie Pions            |
| 55 kg                                                                            | Azerbajdzsán Teymur Bagirli    | Oroszország Ali Kurzhev          | Moldova Vasile Braga                 |
| 55 kg                                                                            | Azerbajdzsán Teymur Bagirli    | Oroszország Ali Kurzhev          | Grúzia Robert Mshvidobadze           |
| 60 kg                                                                            | Azerbajdzsán Zaur Baghirli     | Románia Fabia Munteanu           | Németország Mar Schaele              |
| 60 kg                                                                            | Azerbajdzsán Zaur Baghirli     | Románia Fabia Munteanu           | Oroszország Pavel Taburchenko        |
| 66 kg                                                                            | Grúzia Arsen Macharrshvili     | Fehéroroszország Vitali Shauliuk | Egyesült Királyság Jean-Rene Badrick |
| 66 kg                                                                            | Grúzia Arsen Macharrshvili     | Fehéroroszország Vitali Shauliuk | Lettország Aigar Milenbergs          |
| 73 kg                                                                            | Észtország Georgi Ladogin      | Oroszország Evgeny Kaurov        | Azerbajdzsán Asaf Aliyev             |
| 73 kg                                                                            | Észtország Georgi Ladogin      | Oroszország Evgeny Kaurov        | Olaszország Giovanni Carollo         |
| 81 kg                                                                            | Oroszország Rafik Magamedaliev | Belgium Thorgal Auspert          | Izrael Aviv Hatzir                   |
| 81 kg                                                                            | Oroszország Rafik Magamedaliev | Belgium Thorgal Auspert          | Hollandia Marvin de la Croes         |
| 90 kg                                                                            | Oroszország Alexander Tabachuk | Magyarország Juhász Ádám         | Olaszország Pablo Luciano Tomasetti  |
| 90 kg                                                                            | Oroszország Alexander Tabachuk | Magyarország Juhász Ádám         | Csehország Michal Krpalek            |
| +90 kg                                                                           | Izrael David Mamistvalov       | Olaszország Lorenzo Romano       | Románia Cristian Dumitru Stanciu     |
| +90 kg                                                                           | Izrael David Mamistvalov       | Olaszország Lorenzo Romano       | Litvánia Zilvinas Linartas           |

## Női
| A 2005. évi nyári európai ifjúsági olimpiai fesztivál női érmesei cselgáncsban |                           |                                 |                                     |
| Versenyszám                                                                    | Arany                     | Ezüst                           | Bronz                               |
| 44 kg                                                                          | Izrael Shahar Levy        | Lengyelország Ewa Konieczny     | Egyesült Királyság Toni Prince      |
| 44 kg                                                                          | Izrael Shahar Levy        | Lengyelország Ewa Konieczny     | Belgium Tatjana van Steendam        |
| 48 kg                                                                          | Hollandia J. Wichers      | Ukrajna Shushana Hevondian      | Fehéroroszország Alesia Staraverava |
| 48 kg                                                                          | Hollandia J. Wichers      | Ukrajna Shushana Hevondian      | Ausztria E. Schoenstein             |
| 52 kg                                                                          | Szlovénia Tajda Ketis     | Hollandia Tecla Tobina Grol     | Olaszország Nicole Pouch            |
| 52 kg                                                                          | Szlovénia Tajda Ketis     | Hollandia Tecla Tobina Grol     | Magyarország Karakas Hedvig         |
| 57 kg                                                                          | Magyarország Hegedűs Dóra | Oroszország Tatiana Noskova     | Németország Katja Rosdeutscher      |
| 57 kg                                                                          | Magyarország Hegedűs Dóra | Oroszország Tatiana Noskova     | Olaszország Alessia Regis           |
| 63 kg                                                                          | Bulgária Vanya Ivanova    | Magyarország Gáspár Eszter      | Franciaország Jessy Florentin       |
| 63 kg                                                                          | Bulgária Vanya Ivanova    | Magyarország Gáspár Eszter      | Szlovákia Katarina Carna            |
| 70 kg                                                                          | Szlovénia Lea Murko       | Németország Luise Malzahn       | Lengyelország Daria Pogorzelec      |
| 70 kg                                                                          | Szlovénia Lea Murko       | Németország Luise Malzahn       | Franciaország Claudine Mendy        |
| +70 kg                                                                         | Szlovénia Barbara Ban     | Lengyelország Wioletta Nasiadko | Fehéroroszország Volha Kurkovich    |
| +70 kg                                                                         | Szlovénia Barbara Ban     | Lengyelország Wioletta Nasiadko | Olaszország Antonella Torchia       |